# Milagro (album)
Milagro je šestnajsti studijski album skupine Santana, ki je izšel leta 1992. Milagro, kar v španščini pomeni »čudež«, je bil posvečen v spomin Milesu Davisu in Billu Grahamu, bil pa je tudi prvi album Santane, ki je izšel pri založbi Polydor Records po 22 letih izdajanja pri založbi Columbia Records. Album je dosegel 102. mesto na lestvici Billboard 200.
Od leta 2010 je Milagro edini album skupine, ki ni v lasti korporacije Sony Music Entertainment, naslednice Sony BMG, ki je bila ustvarjena z združitvijo Sony Music Entertainment, pod katero spada založba Columbia, in BMG, pod katero spada trenutna založba skupine, Arista Records. Album je v lasti korporacije Universal Music Group, pod katero je založba Polydor prišla leta 1998.

## Seznam skladb
| Št. | Naslov                                 | Pisec                                   | Dolžina |
| --- | -------------------------------------- | --------------------------------------- | ------- |
| 1.  | „Introduction — Bill Graham (Milagro)‟ | M. Johnson, Bob Marley, Carlos Santana  | 7:34    |
| 2.  | „Somewhere in Heaven‟                  | Alex Ligertwood, Santana                | 9:59    |
| 3.  | „Saja/Right On‟                        | Joe Roccisano/Earl Derouen, Marvin Gaye | 8:51    |
| 4.  | „Your Touch‟                           | Santana, Chester D. Thompson            | 6:34    |
| 5.  | „Life Is for Living‟                   | Pat Sefolosha                           | 4:39    |
| 6.  | „Red Prophet‟                          | Benny Rietveld                          | 5:35    |
| 7.  | „Agua que va caer‟                     | Carlos Valdes, Eugene Arango            | 4:22    |
| 8.  | „Make Somebody Happy‟                  | Santana, Ligertwood                     | 4:14    |
| 9.  | „Free All the People (South Africa)‟   | Jackie Holmes                           | 6:04    |
| 10. | „Gypsy/Grajonca‟                       | Santana, Thompson                       | 7:09    |
| 11. | „We Don't Have to Wait‟                | Santana, Armando Peraza, Thompson       | 4:34    |
| 12. | „A Dios‟                               | Santana, John Coltrane, Gil Evans       | 1:21    |

## Glasbeniki
- Carlos Santana – kitara, vokali
- Chester D Thompson – klaviature, aranžmaji, spremljevalni vokali
- Benny Rietveld – bas
- Walfredo Reyes, Jr. – bobni, tolkala
- Raul Rekow – timbales, tolkala, vokali
- Karl Perazzo – timbales, guido, quinto, bongo, vokali
- Billy Johnson – bobni (»Right On«, »Your Touch«)
- Tony Lindsay – vokali (»Life Is for Living«, »Make Somebody Happy«)
- Alex Ligertwood – vokali (»Somewhere in Heaven«)
- Larry Graham – vokali (»Right On«)
- Rebeca Mauleon – klavir (»Agua que va a caer«)
- Wayne Wallace – trombon (»Agua que va caer«, »Free All the People«, »Milagro«)
- Bill Ortiz – trobenta (»Agua que va caer«, »Free All the People«, »Milagro«)
- Robert Kwock – trobenta (»Agua que va caer«, »Free All the people«, »Milagro«)
- Melecio Magdaluyo – saksofon (»Agua que va caer«, »Free All the People«, »Milagro«)
- Bad River Singers – zbor (»Agua que va caer«)